# Rajeev Taranath

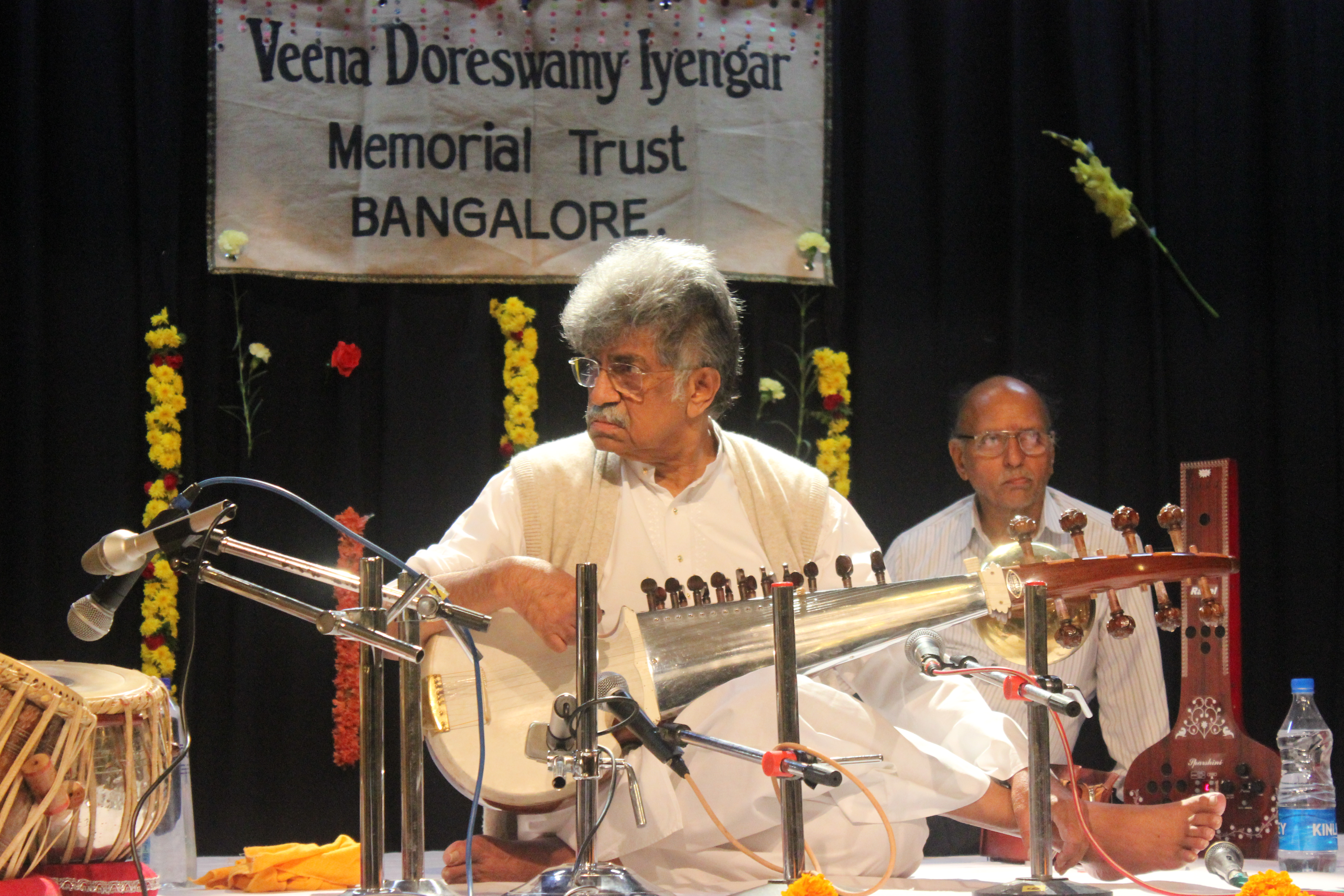
Rajeev Taranath, 2012

Rajeev Taranath (* 17. Oktober 1932 in Bengaluru; † 11. Juni 2024 in Mysuru) war ein indischer Sarodspieler; Komponist und Musikpädagoge.

## Leben
Taranath hatte in seiner Kindheit Gesangsunterricht bei seinem Vater und neunjährig seinen ersten öffentlichen Auftritt. Schon vor seinem 20. Lebensjahr trat er in Konzerten und bei All India Radio auf. Er studierte englische Literatur, gab aber die akademische Laufbahn auf und ging nach Kalkutta, wo er Schüler von Ali Akbar Khan wurde.
Als Musiker tourte Taranath durch Indien, Australien, Europa, den Jemen und die USA. Im Jemen wurde 1980 über ihn die Fernsehdokumentation Finnan Min-Al-Hind produziert. Von 1989 bis 1992 forschte er als Stipendiat der Ford Foundation über die Maihar-Gharana. Von 1995 bis 2005 leitete er das Programm für indische Musik der Abteilung Weltmusik am California Institute of the Arts. Daneben komponierte er auch die Musik zu mehreren indischen Filmen.
Neben dem Sangeet Natak Akademi Award (2000) und dem Padma Shri (2019) erhielt Taranath mehrere Preise seines Heimatstaates Karnataka, darunter den Sangeet Nritya Akademi Award (1993), den Karnataka Rajya Prashasti (1996), den Chowdiah Award for Music (1998) und den Sangeet Vidwan (2018).